# Luciano (Pferd)
Luciano (* 7. Mai 1964; † 26. Juni 1981) war ein Englisches Vollblutpferd. Er löste nach knapp 40 Jahren Oleander als das gewinnreichste deutsche Galopprennpferd aller Zeiten ab. Eine stilisierte Abbildung von Luciano und seinem Reiter Oskar Langner bildete im Prinzip bis in die Gegenwart das offizielle Logo des deutschen Galopprennsports.

## Abstammung
Lucianos Vater Henry the Seventh gewann insgesamt 7 Rennen und 25.712 £ an Siegpreisen, darunter die bedeutenden »Eclipse Stakes« und im toten Rennen das berühmte »Cambridgeshire Handicap«. Henry the Seventh war eher ein Mitteldistanzler als ein Steher. Luciano entstammt seinem ersten Gestütsjahrgang und sollte sein bester Nachkomme bleiben.
Lucianos Mutter Light Arctic wurde als Tochter eines englischen Derbysiegers ungeprüft in die Zucht übernommen.
In Lucianos Jahrgang züchtete das Buttermilk Stud in Oxfordshire, England, bei insgesamt nur 4 Fohlen auch noch die europäische Spitzenrennstute Park Top.
Der Belgier A. Marcour erwarb Luciano als Fohlen am 1. Dezember 1964 in Newmarket für 1.550 gns (damals ca. 18.000 DM). Nur wenige Minuten zuvor hatte er bereits den späteren »Henckel-Rennen«-Sieger Presto für 1.200 gns ersteigert. Die Zeit bis zum Trainingsbeginn verbrachte Luciano im Gestüt Alpen am Niederrhein.

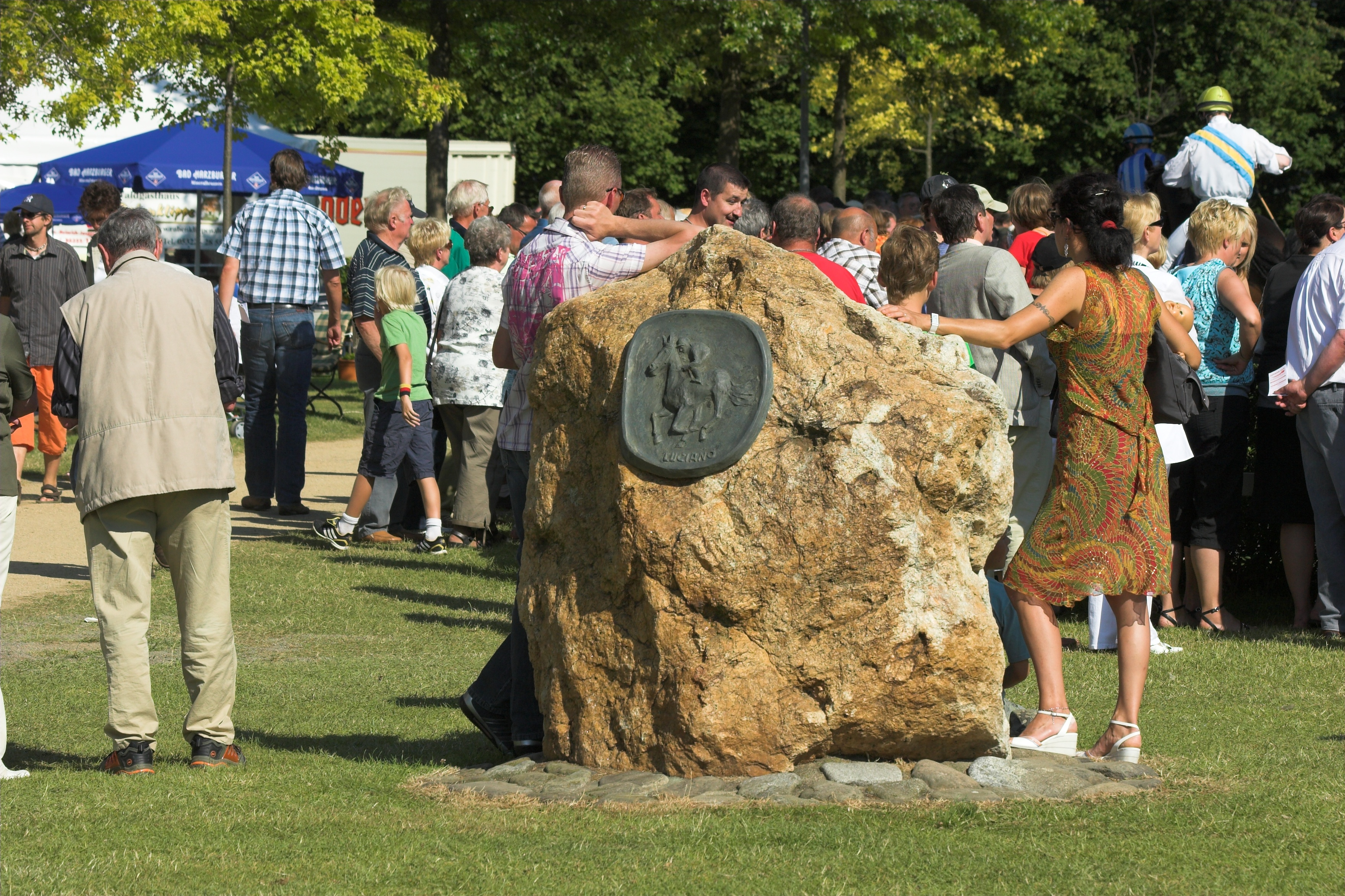
Denkmal für Luciano an der Harzburger Rennbahn

## Rennlaufbahn
Dort verletzte sich Luciano als Jährling am Sprunggelenk des rechten Hinterbeins so schwer, dass für einen Moment sogar eine Tötung erwogen wurde. Schließlich verspätete sich dadurch aber nur der Trainingsbeginn, so dass Luciano zweijährig keine Rennen laufen konnte. Er gab ein spätes, aber gleich erfolgreiches Lebensdebüt am 22. April 1967 in Dortmund, als er ein Sieglosen-Rennen über 1.400 m als 19:10 Totofavorit mit Weile (d. h. mehr als 10 Längen Vorsprung) gewann.
Das »Deutsche Derby« gewann Luciano unter Lester Piggott gegen seine Stallgefährten Norfolk und Presto – das Derby von 1967 ist eines der wenigen Rennen, in denen ein Trainer alle drei erstplatzierten betreute und es war das letzte Deutsche Derby, das nicht aus Startboxen, sondern mit Bändern gestartet wurde. Seine erste Niederlage auf deutschem Boden erlitt Luciano nach einem Sieg im »ARAL-Pokal« im »Großen Preis von Baden« 1967 mit ¾ Lg. gegen den in England trainierten Salvo. Dem wiederum überlegenen Sieg im »Deutschen St. Leger« folgte eine Niederlage im »Preis von Europa« gegen das russische Wunderpferd Anilin.
Im Jahre 1968 unterlag Luciano als Vierjähriger nur zwei Mal bei 6 Starts, wiederum im »Preis von Europa« bei seinem letzten Rennen und zuvor als Elfter im »Prix de l’Arc de Triomphe«, der auch heute noch als einer der bestbesetzten aller Zeiten gilt (Sieger: Vaguely Noble vor Sir Ivor, auch Anilin im geschlagenen Feld, aber vor Luciano). Der Start in diesem Pariser Rennen war der einzige, in dem Luciano außerhalb der Platzierung endete und kein Preisgeld gewann.
Nach heutiger Klassifikation hätte Luciano 5 Gruppe-I-Rennen (Derby, 2× »ARAL-Pokal«, »Großer Preis von Nordrhein-Westfalen«, »Großer Preis von Baden«) und 3 Gruppe-II-Rennen (»Union-Rennen«, »St. Leger«, »Hansa-Preis«). Luciano wurde niemals von einem in Deutschland trainierten Pferd geschlagen.

## Zuchtlaufbahn

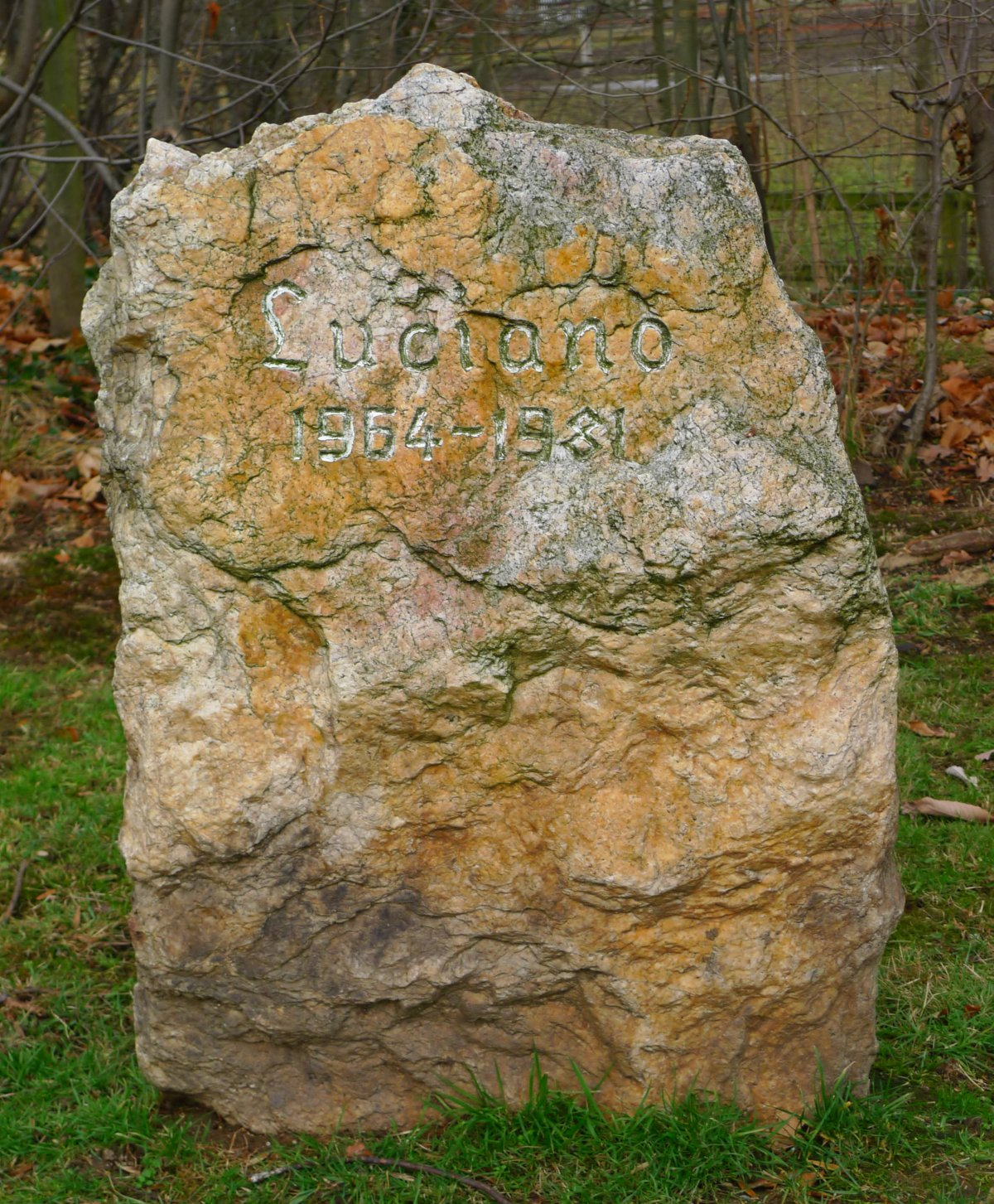
Gedenkstein für Luciano im Bündheimer Schlosspark

Am Ende seiner Rennlaufbahn wurde Luciano für 800.000 DM syndikatisiert und im Gestüt Harzburg aufgestellt. In seinem Jahrgang gab es noch zwei andere Hengste, die auf anderen Distanzen ihre Bestleistungen zeigten, als Vaterpferd aber mit Luciano auf gleicher Höhe standen: Priamos (ein Meiler / Mitteldistanzler) und Pentathlon (ein Sprinter).
Luciano zeugte viele hochklassige Pferde und war zeit seines Lebens unter den führenden Deckhengsten in Deutschland zu finden, aber keiner seiner Nachkommen erreichte seine Klasse. Seine besten Nachkommen waren wohl die Stuten Kandia und Las Vegas, die ebenfalls den »ARAL-Pokal« (Gruppe I) gewannen. Las Vegas gewann darüber hinaus auch noch den Preis der Diana und das St. Leger und wurde 1984 zum Galopper des Jahres gewählt. Überhaupt waren seine Töchter auf der Rennbahn wie auch in der Zucht erfolgreicher als seine Söhne. So ist sein heutiger Einfluss in der deutschen Vollblutzucht vor allem als Vater von Mutterstuten zu sehen. 1983 war er Champion der Vaterpferde von Mutterstuten. Entscheidenden Anteil daran hatte seine Tochter Ordinale, die mit Ordos und dem berühmten Orofino zwei Derbysieger hervorbrachte. In der deutschen Vollblutgeschichte gelang dies bislang nur fünf Stuten. Auch in der japanischen Vollblutzucht hinterließ Luciano über seine aus der Schwarzgold-Linie stammende Tochter Santa Luciana nachhaltige Spuren. Deren Enkel, der Sunday Silence Sohn Manhattan Cafe (1998–2015), gewann vier bedeutende Gruppe I Rennen und war ein sehr erfolgreicher Deckhengst. Ihre Enkelin Biwa Heidi ist Mutter von vier Gruppe I Pferden, darunter die vielfache Gruppe I Siegerin und Japan Cup Gewinnerin Buena Vista.
Mit zunehmendem Alter wurde Lucianos Temperament immer unbändiger – was häufiger bei Deckhengsten zu beobachten ist. Dieses Temperament führte schließlich zu Lucianos Tod, als er sich beim Auskeilen in der Box einen Hufbeintrümmerbruch zuzog.